# بوبان بابونسكي
بوبان بابونسكي (مواليد 5 مايو 1968) هو لاعب كرة قدم. يلعب مع منتخب جمهورية مقدونيا لكرة القدم منذ عام 1991.

## وصلات خارجية
- بوبان بابونسكي على موقع الاتحاد الدولي (مؤرشف)  (الإنجليزية)
- بوبان بابونسكي على موقع الاتحاد الأوربي (الإنجليزية)
- بوبان بابونسكي على موقع رابطة كرة القدم اليابانية للمحترفين (اليابانية)
- بوبان بابونسكي على موقع قاعدة بيانات كرة القدم.إي يو (الإنجليزية)
- بوبان بابونسكي على موقع بيانات كرة القدم. دي إي (الألمانية)
- بوبان بابونسكي على موقع ناشيونال فوتبول تيمز (الإنجليزية)
- بوبان بابونسكي على موقع Soccerway.com (الإنجليزية)
- بوبان بابونسكي على موقع عالم كرة القدم.نت (الإنجليزية)
- National Football Teams